# ناحیه بهاول‌پور
ناحیه بهاول‌پور (به انگلیسی: Bahawalpur District) یکی از ناحیه‌های پاکستان در پاکستان است که در پنجاب واقع شده‌است. ناحیه بهاول‌پور ۲۴٬۸۳۰ کیلومتر مربع مساحت و ۳٬۶۶۸٬۱۰۶ نفر جمعیت دارد.